# Trias (Berlin)

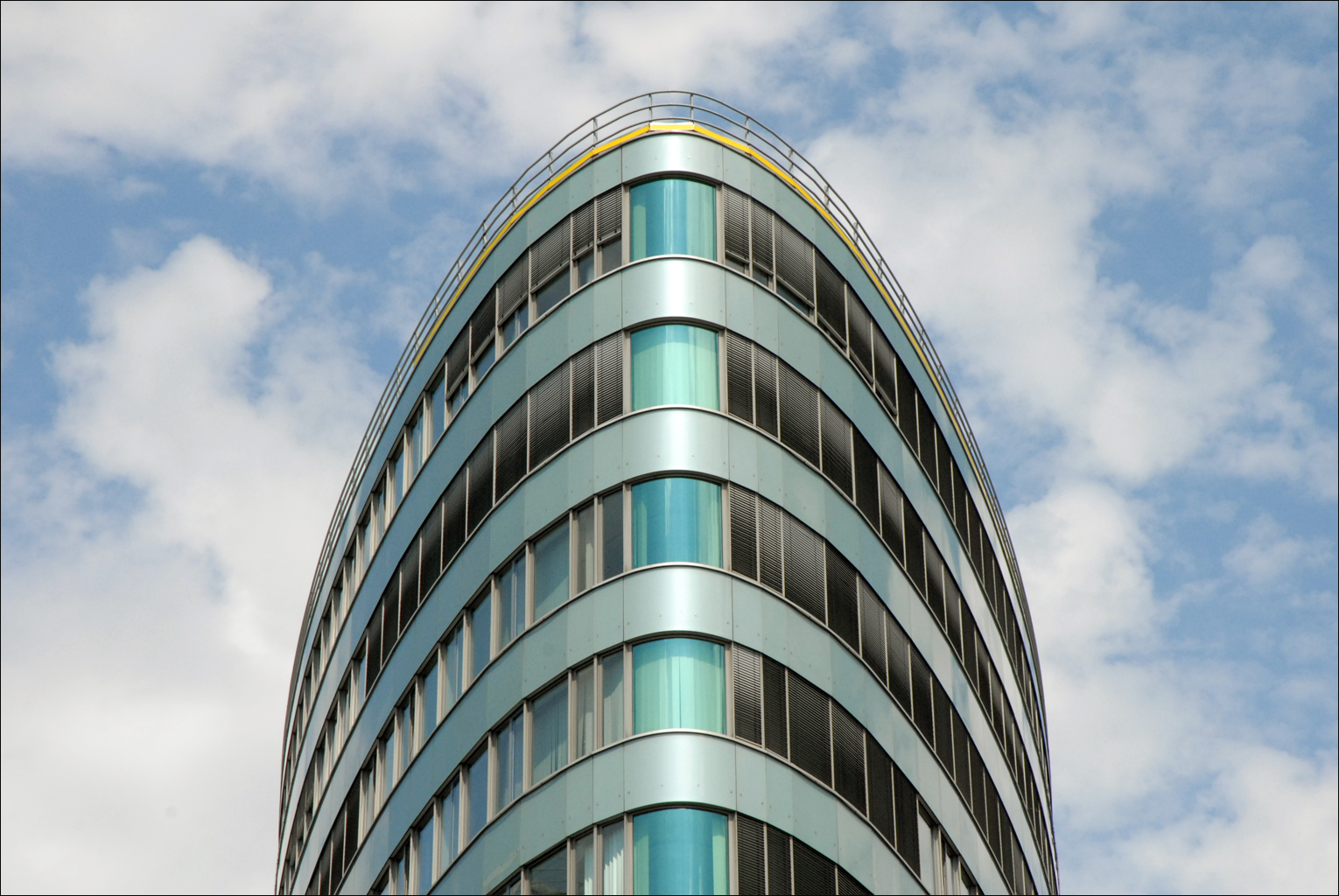
Sommet d'une des trois tours

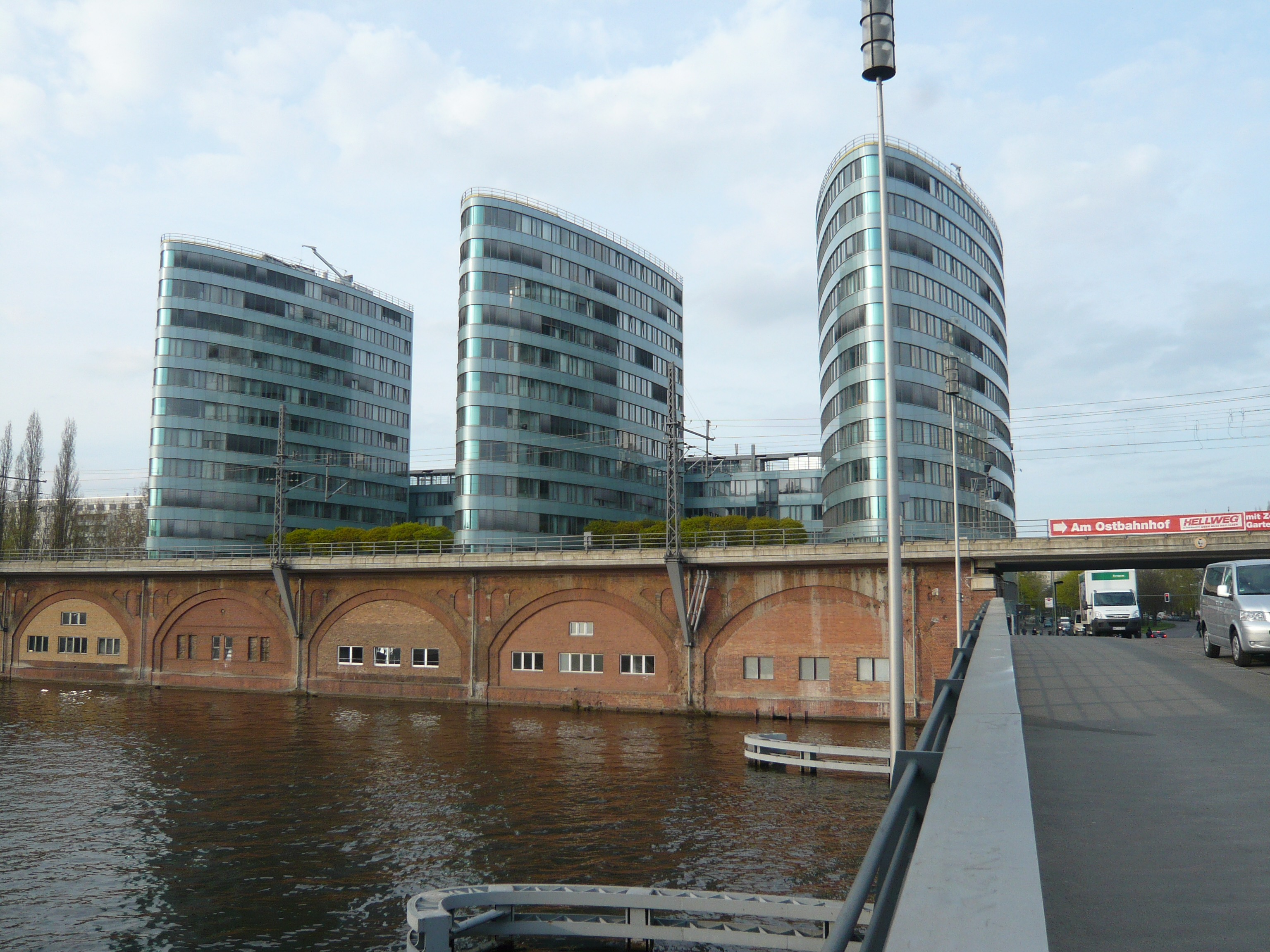
Vue des tours depuis le Michaelbrücke.

Le Trias est un ensemble de trois tours de forme ovale situé à Berlin en Allemagne sur la rive nord du Spree. D'une hauteur de 66 m. et d'une surface au sol de 3 400 m., l'ensemble a été construit de 1992 à 1996 par les architectes Lucia Beringer et Gunther Wawrik et financé par la société privée Immobiliengesellschaft DG-Anlagen de Francfort-sur-le-Main. Les trois tours servent depuis 2008 de siège de la Berliner Verkehrsbetriebe.
Le début des travaux a eu lieu le 4 mai 1994 en présence de Wolfgang Nagel, sénateur de l'immobilier. Le coût total de construction jusqu'en 1996 s'est élevé à 57,5 millions d'euros.
Le site est accessible par le S-Bahn à la Gare de Berlin Jannowitzbrücke et par métro à la station Jannowitzbrücke.